# Лупанов, Александр Владимирович
Алекса́ндр Влади́мирович Лупа́нов (11 марта 1951—2006, Краснодар, Россия) — советский футболист, защитник.

## Карьера
Воспитанник кубанского футбола. В состав команды мастеров впервые был заявлен в 1967 году, однако в том сезоне за «Кубань» не сыграл ни разу. В сезонах 1968 и 1969 годов сыграл по 1-му матчу в каждом, после чего перешёл в минское «Динамо». В сезоне 1970 года за «Динамо» так и не сыграл, а в сезоне 1971 года провёл за минчан 12 матчей в чемпионате, после чего вернулся в «Кубань».
В розыгрыше 1972 года сыграл 34 матча, а в сезоне 1973 года провёл уже 39 встреч в лиге и стал, вместе с командой, победителем Второй лиги СССР и чемпионом РСФСР. В 1974 году, в своём последнем профессиональном сезоне провёл 29 игр в первенстве страны и, по некоторым данным, «отметился» в том сезоне автоголом в домашнем матче против московского «Локомотива». Затем, из-за разногласий с руководством клуба, был уволен, после завершения сезона даже судился с клубным начальством, требуя обосновать причину увольнения.
Всего за время карьеры сыграл за «Кубань» 104 матча в лиге и 2 встречи провёл в Кубке СССР.

## Достижения
«Кубань»
- Чемпион РСФСР: 1973